# Monochamus alternatus
Monochamus alternatus es una especie de escarabajo longicornio del género Monochamus, familia Cerambycidae. Fue descrita científicamente por Hope en 1843.
Esta especie se encuentra en Australia, China, Taiwán, Japón, Corea y Laos.

## Subespecies
- Monochamus alternatus alternatus (Hope, 1843)
- Monochamus alternatus endai Makihara, 2004